# Trevor Matich
Trevor Anthony Matich (Washington, 9 ottobre 1961) è un ex giocatore di football americano statunitense che ha militato nel ruolo di centro nella National Football League (NFL).

## Carriera
Al college Matich giocò a football alla Brigham Young University, vincendo il campionato NCAA nel 1984. Fu scelto dai New England Patriots nel corso del primo giro (ventottesimo assoluto) del Draft NFL 1985. Nella prima partita della sua stagione da rookie si infortunò a una caviglia, perdendo tutto il resto dell'annata. Dopo quattro stagioni con i Patriots, giocò per i Detroit Lions, i New York Jets, gli Indianapolis Colts e i Washington Redskins. Complessivamente disputò dodici stagioni nella NFL, giocando principalmente come long snapper. Mentre giocava con i Colts (1992–1993) fu soprannominato "Hardest Working Man in Pro Football" per i suoi allenamenti costanti e per i riscaldamenti pre-partita. 

## Palmarès
- American Football Conference Championship: 1

New England Patriots: 1985